# Patriciu Țiucra
Patriciu Țiucra (n. 1884, Vașcău-Bărăști – d. 1962, Șemlac) a fost un delegat în Marea Adunare Națională de la Alba Iulia, organismul legislativ reprezentativ al „tuturor românilor din Transilvania, Banat și Țara Ungurească”, cel care a adoptat hotărârea privind Unirea Transilvaniei cu România, la 1 decembrie 1918.:p. 95

## Biografie
Patriciu Țiucra a urmat cursurile Institutului Teologic din Arad. La începutul carierei, a slujit ca preot la Șemlac, ulterior, profesând ca protopop în aceeași localitate. A decedat la Șemlac, în 1962.:p. 95

## Activitatea politică

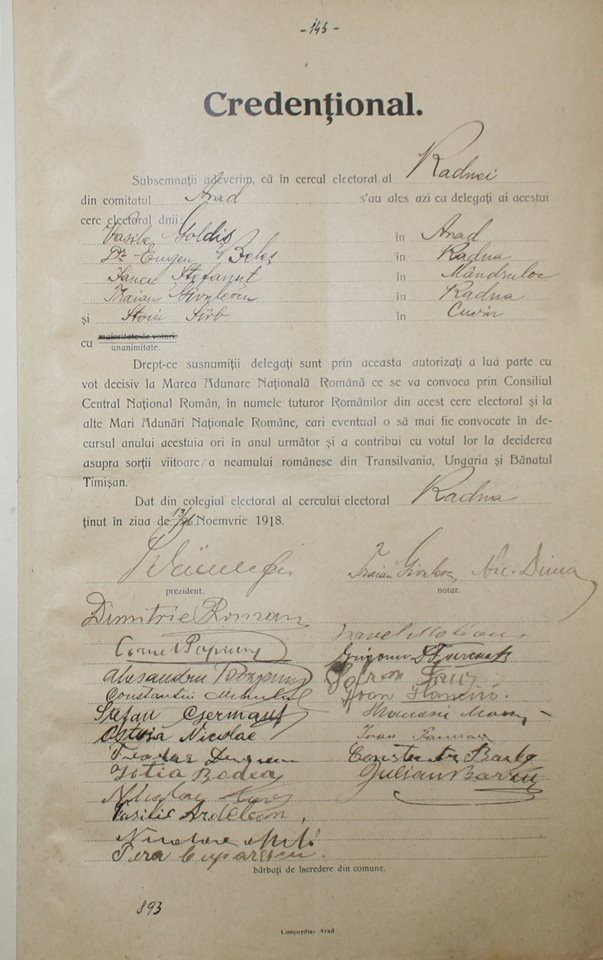
Credențional

Ca deputat în Adunarea Națională din 1 decembrie 1918 a reprezentat, ca delegat de drept, Protopopiatul Șemlac.:p. 95